# Вестник Украинского Комиссариата национальных дел
Вестник Украинского отдела Народного Комиссариата дел национальных (укр.:"Вісник українського відділу Народного Комісаріату справ національних") — официальный орган украинского отдела Народного комиссариата по делам национальностей РСФСР, созданного в ноябре 1917 года на базе Областного украинского комиссариата Петроградского совета рабочих депутатов. По первоначальному замыслу должен был быть украиноязычным еженедельником. Издавался в 1918—1922 нерегулярно. Осуществлял большевистскую агитацию и пропаганду как среди украинцев в России, так и на территории Украины.
Регулярно освещал деятельность структур украинского отдела Народного комиссариата национальностей РСФСР (отделов беженцев, общественных связей, политической эмиграции, культурно-просветительского), печатал на украинском языке основные законодательные постановления большевистского правительства (в частности, Конституцию РСФСР, Декларацию прав народов России), а также основные события культурной жизни украинцев в России (открытие памятника Тарасу Шевченко в Москве и др.). С первых номеров регулярно печатались статьи под рубрикой «История революции на Украине за 1917-18 гг.», в которых популяризировался ленинский взгляд на развитие национального революционного движения. В рубриках «На перепутье», «Политическая хроника», «Что происходит на Украине» подавались основные полит. события во времена Украинской Державы, австро-германских войск контроля над территорией Украины 1918, Директории. По жанру большинство из этих материалов — политические фельетоны.